# Régime républicain en France

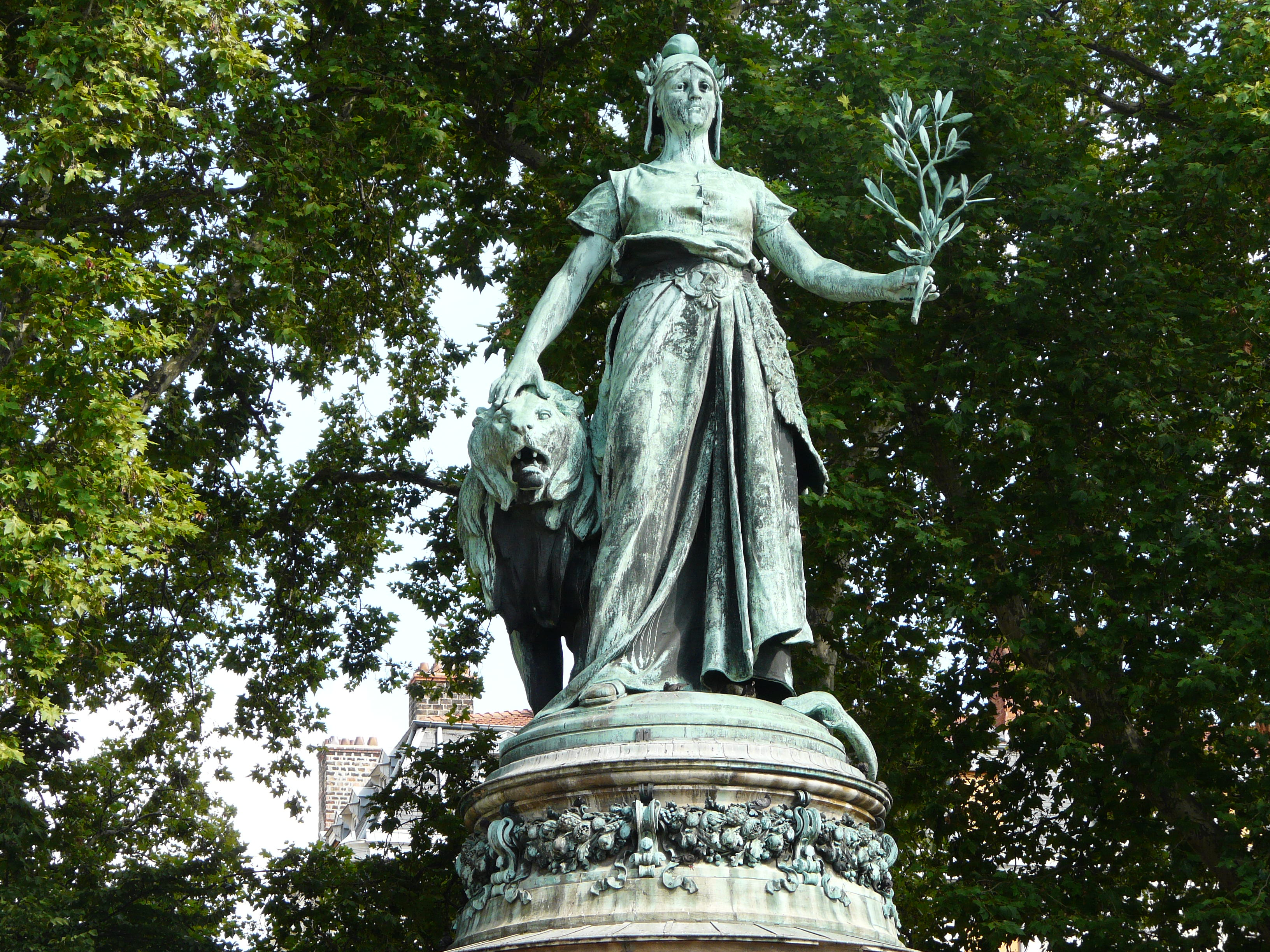
Statue de Marianne, place Carnot à Lyon.

Le Régime républicain en France a évolué tout au long de son histoire. La France a connu cinq Républiques depuis 1792. La notion de République et la signification de ce mot dans le contexte français fait l'objet de plusieurs interprétations.

## Histoire
- La Première République française qui dure du 22 septembre 1792 au 18 mai 1804.
- Les Républicains français sous la Restauration militent pour le rétablissement de la République.
- Les Républicains français sous la monarchie de Juillet militent pour le rétablissement de la République.
- La Deuxième République française couvre la période du 24 février 1848 au 2 décembre 1852.
- Les Républicains français sous le Second Empire militent pour le rétablissement de la République.
- La Troisième République française couvre la période du 4 septembre 1870 au 10 juillet 1940. Elle est marquée par le Républicanisme en France au XIXe siècle.
- La France libre (1940-1943), le CFLN puis le GPRF (1944-1946), se succédant sous l'autorité du général de Gaulle, assurent une continuité républicaine.
- La Quatrième République française a duré du 13 octobre 1946 au 28 septembre 1958.
- La Cinquième République française depuis le 4 octobre 1958. On observe le Républicanisme en France au XXe siècle.

## République et nation
Pour Christophe Ramaux, il peut y avoir deux définitions de la nation : l'une basée sur des critères ethniques ou culturels, et l'autre pour laquelle elle est une « communauté de citoyens définis par des droits et des devoirs politiques » : c'est la vision républicaine de la nation. Cependant, la nation de citoyens n'émerge pas ex nihilo et il est nécessaire de donner le « langage de la délibération démocratique » aux immigrés.

## Utilisation du terme République
Le mot République est de plus en plus utilisé dans le discours public, particulièrement à partir de 2002. Pour Delphine Dulong, son utilisation permet de se justifier avec un symbole connoté positivement, alors que le mot est imprécis et a plusieurs sens possibles. Le mot République a été largement utilisé et revendiqué au cours de l'année 2015, aussi bien par l'UMP, le PS, le FN et lors des manifestations des 10 et 11 janvier 2015 sans que le terme soit clairement défini.
Chloé Gaboriaux, Cédric Passard et Annabelle Seoane font remonter aux années 1980 avec le « tournant de la rigueur » l'emploi généralisé du terme République sans signification précise.

## Pour Odile Rudelle
Pour Odile Rudelle, l'« idée républicaine » fait son retour en France à la suite des désillusions des années 1980.
Le régime républicain en France est caractérisé par la méfiance envers la séparation des pouvoirs.
La notion de « Tradition républicaine » émerge avec Gambetta en 1873-1877 et Waldeck-Rousseau en 1899. Elle permet de justifier le maintien des libertés ou la défense du capitaine Dreyfus, mais aussi de bloquer l'autonomie des Outre-mers (dont l'Algérie française) ou le droit de vote des femmes. Depuis 1988, le Conseil constitutionnel considère qu'il n'y a pas de « tradition républicaine » en dehors des lois votées.
La « discipline républicaine » consiste pour les électeurs ou les députés à voter pour des candidats républicains face à d'autres candidats au nom de la « défense de la République ».

## Pour Laurent Bouvet
Pour Laurent Bouvet, la République est aussi bien un régime politique, très largement reconnu et installé en 2017 et une idée, celle de l'émancipation des « citoyens libres et égaux » avec la laïcité. Pour lui, l'idée de la République est menacée au début du XXIe siècle dans la société multiculturelle et doit être défendue par les républicains militants.

## Pour Christophe Ramaux
Pour Christophe Ramaux, la République est « le cadre institutionnel permettant au pouvoir du peuple de s’exercer. » Il considère qu'il ne faut pas nier les crimes commis au nom de la République et que celle-ci est toujours inachevée.